# 다카토리성

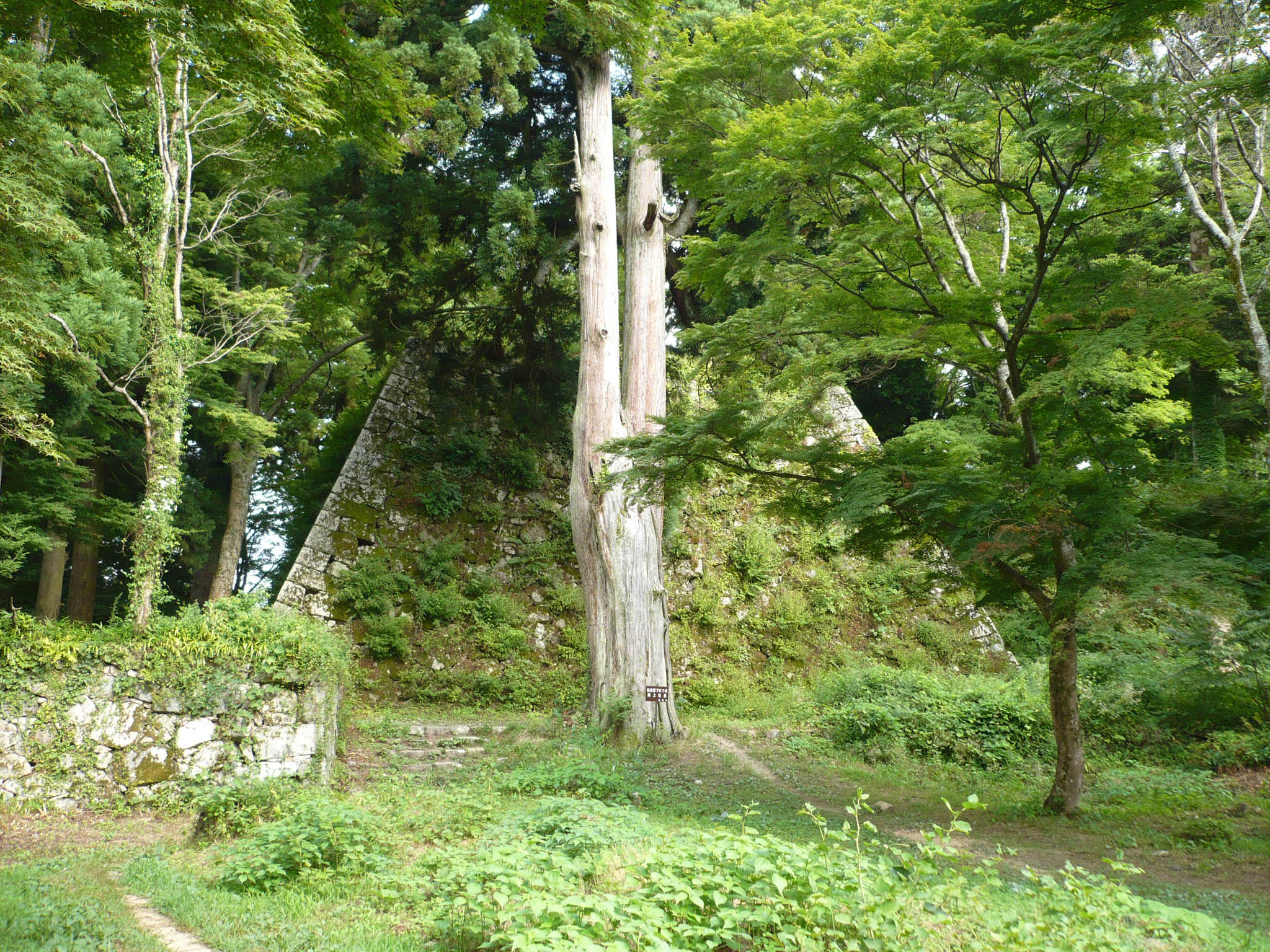
천수대

다카토리성(일본어: 高取城 다카토리조[*])은 나라현 다카이치군 다카토리정에 있는 연곽식 산성이다. 에도 시대에는 다카토리 번의 번청이 있었으며, 일본 3대 산성 중 한 곳이다. 성터는 국가 사적에 지정되어 있다.

## 개요
성은 다카토리 정에서 4km 정도 남동에 있는 높이 583m, 비고 350m의 다카토리 산 정상에 축성되어 있다.
성하 마을에서 본 성의 모습을〈동남쪽 다카토리에 눈이 온 것인가, 눈이 아니라 그건, 도사의 성〉이란 말로 묘사하고 있다. 아울러 도사란 다카토리의 옛 지명이다.
성의 구루와는 일렬로 연결된 연곽식 산성이며, 산성과 관계없이 넓은 면적을 가지고 있다. 성내 면적은 약 10,000m2, 주위는 약 3km이며, 외성을 합칠 경우, 총 60,000m2, 주위는 약 30km에 육박한다. 이는 일본의 산성 중 가장 넓고, 이런 까닭에 빗추 마쓰야마 성, 이와무라 성과 함께 일본 3대 산성으로 거론된다.

## 역사
무로마치 시대
1332년 남조에 속한 오치 구니즈미가 성을 축성한 것이 그 기원이며, 이는 오치 가문의 거성 가이부키 산성을 보좌하는 지성에 불과했다. 하지만, 점차 오치 가문의 지배가 길어지면서 다카토리 성은 오치 가문의 본성이 되었다. 1532년 음력 6월 이모리 성 전투에서 이모리 성을 구원 온 혼간지 세력이 야마토로 침공해 온다. 이에 혼간지와 대립관계에 있던 고후쿠지의 승병들이 오치 가문에 가세해 다카토리 성으로 구원을 온다. 쇼뇨가 이끄는 혼간지 세력이 다카토리 성을 포위해 격전을 펼치지만, 다카토리 성의 우군으로 온 쓰쓰이 군에 허를 찔려 퇴각했다.
아즈치모모야마 시대
그 후, 다카토리 성은 야마토를 장악한 오다 노부나가에 의해 1580년 폐성되고, 야마토에 고리야마 성만 남겨두었다. 1583년 음력 8월 다카토리 성주였던 오치 요리히데가 살해 또는 자결하여 오치 가문은 멸문되었다.
1582년 오다 노부나가가 혼노지의 변으로 죽은 후, 1584년 야마토를 영지로 한 쓰쓰이 준케이가 지성망 구축의 일환으로 다카토리 성터에 성채를 구축한다.
1585년 쓰쓰이씨는 이가국 우에노성로 전봉되었고, 하시바 히데나가가 고리야마 성에 입성해 야마토 및 이즈미, 기이를 영지로 삼았다. 다카토리 성은 당초에는 히데나가의 가신 와키자카 야스하루가 입성했지만, 같은 중신의 반열에 있는 혼다 도시히사로 교체되었다. 1589년 도시히사는 그의 가신 모로키 모로나가에 명하여 새로이 성을 설계해 다시 지었다. 혼마루에는 다몬 망루와 연결된 3층의 대천수와 소천수가, 니노마루에는 다이묘 저택을 조성하고, 성내에는 3층 망루 17기를 두었다. 또, 주변에 무가저택도 정비해, 산기슭에 성하 마을을 조영했다.
1591년 도요토미 히데나가가 죽자, 그의 양자 도요토미 히데야스를 보좌했다. 1595년 히데야스가 17세의 젊은 나이로 죽은 후, 도시히사의 아들 혼다 도시마사는 도요토미 히데요시의 가신이 되어 다카토리 1만 5천 석을 영지로 받았다. 1600년 도쿠가와 이에야스가 아이즈의 우에스기 가문 토벌령을 내렸고, 이에 호응해 아이즈로 출병하였다. 도쿠가와 이에야스가 아이즈에 눈이 쏠린 틈을 타 이시다 미쓰나리가 거병하였고, 마쓰쿠라 시게노부를 대장으로 세워 다카토리 성을 공격하였다. 하지만, 도시마사의 사촌동생 혼다 마사히로와 영민이 힘을 함쳐 마쓰쿠라 군을 격퇴했다. 세키가하라 전투 후, 도시마사는 동군에 속한 전공으로 영지를 인정받았으며 이에 더해 1만석이 가증되었다. 이로써 다카토리 번이 입번되어 번주의 자리에 올랐다.
에도 시대
1637년 2대 번주 혼다 마사타케가 죽자, 후계가 없다는 이유로 가문이 단절되어 다카토리 번은 막부직할령에 편입되었다. 이에 다카토리 성은 야마토 신조 번주 구와야마 가즈하루가 관리했으며, 그 후 단바국 소노베 번주 고이데 요시치카가 관리했다.
1640년 하타모토 신분의 우에무라 이에마사가 2만 5천 석이 가증되어 다카토리로 부임해 입성한다. 이리하여 다카토리 번이 성립된 후, 다카토리 성은 메이지 유신기까지 우에무라 가문 14대의 거성이 된다. 막부 말기에는 산정상에 있었던 번주의 처소를 산기슭으로 이전하지만, 공교롭게도 덴추구미의 변에서 존왕파의 공격을 받았다.
메이지 시대 이후
1869년(메이지 2년) 음력 6월 판적봉환에 따라 성은 병부성 관할로 이관되었고, 1873년(메이지 6년) 폐성되었다. 성의 건조물 대부분은 근처 사찰 등에 매각되어 해체되었다. 1887년(메이지 20년) 무렵 천수를 비롯 주요 건조물이 성내에 존재했지만, 인적이 드문 산정에 있는 탓에 관리부재로 자연 붕괴되었다. 한편 인공적으로 성터가 훼손되지 않아 대부분의 유구는 옛모습 그대로 남아있다. 1953년(쇼와 28년) 3월 31일 성터가 국가 사적으로 지정되었다. 2006년(헤세 18년) 4월 6일 일본 100대 명성에 선정되었다.